# 6233 Kimura
6233 Kimura è un asteroide della fascia principale. Scoperto nel 1986, presenta un'orbita caratterizzata da un semiasse maggiore pari a 2,7929026 UA e da un'eccentricità di 0,1781929, inclinata di 6,81406° rispetto all'eclittica.
L'asteroide è dedicato all'astronomo giapponese Hisashi Kimura.